# Swet Shop Boys
Swet Shop Boys — хип-хоп группа, состоящая из рэперов Heems и Riz MC, с продюсером Redinho.

## История
Первоначально сформированная Химсом и Ризом MC, группа Swet Shop Boys выпустила мини-альбом Swet Shop в 2014 году. Вместе с Redinho группа выпустила дебютный альбом, Cashmere, в 2016 году. В 2017 году группа выпустила мини-альбом Sufi La.

## Дискография
Альбомы
- Cashmere (2016), Customs[5]

Мини-альбомы
- Swet Shop (2014), Greedhead Music
- Sufi La (2017), Customs